# Römische Gedenktafel aus Tübingen

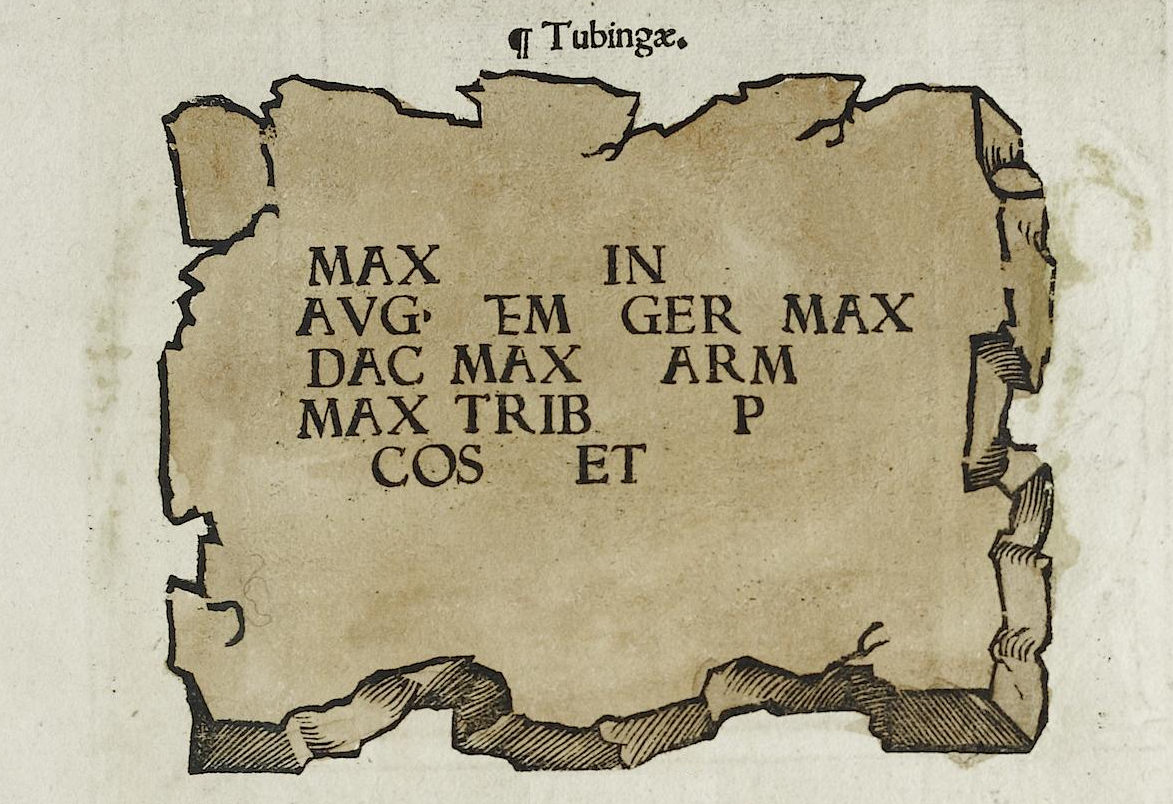
Zeichnung des Römischen Denksteins aus Tübingen (1534)

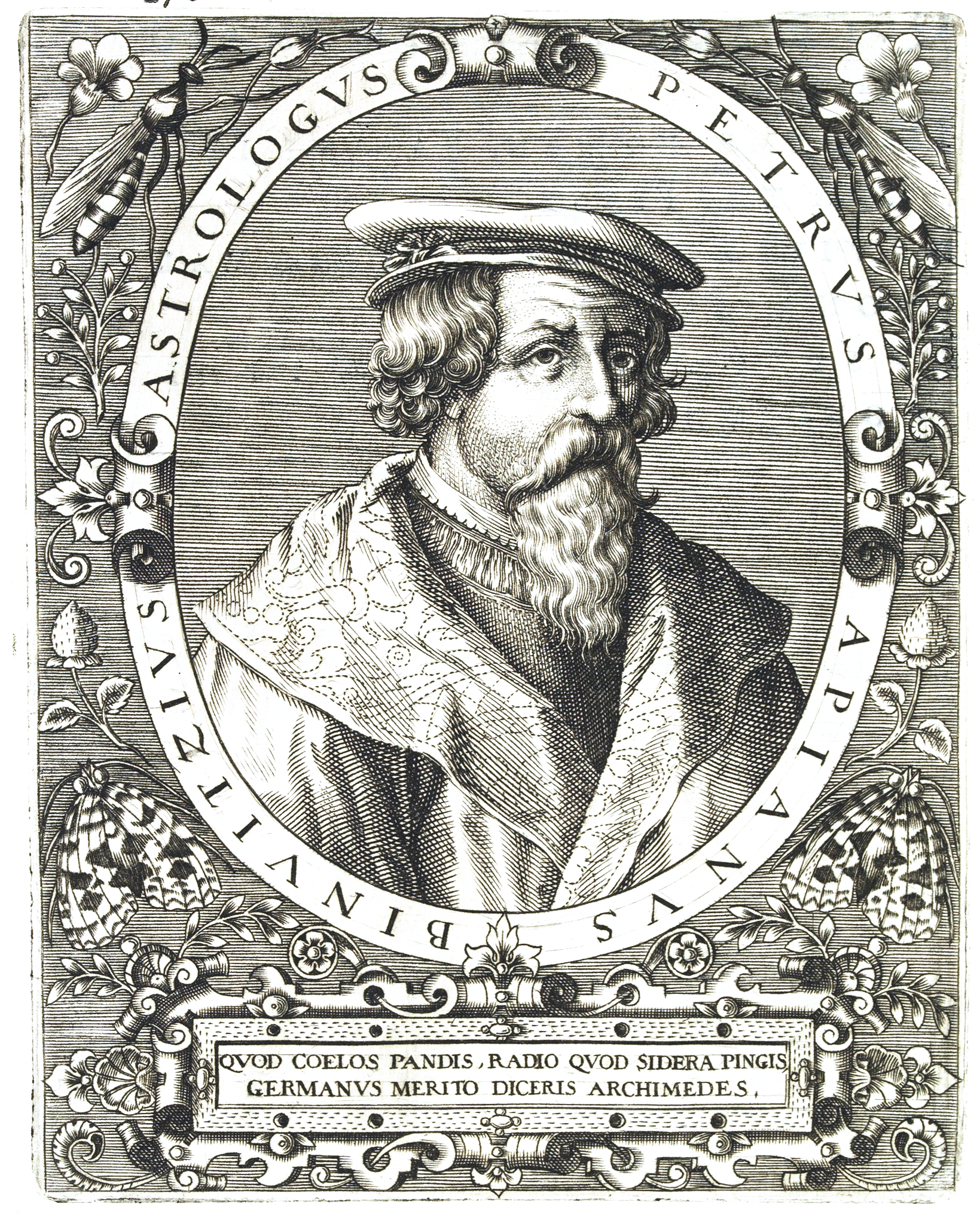
Petrus Apianus

Die Römische Gedenktafel aus Tübingen wurde 1534 von den Gelehrten Petrus Apianus und Bartholomäus Amantius gezeichnet und veröffentlicht.
Die Gelehrten Petrus Apianus und Bartholomäus Amantius gaben 1534 eine Sammlung von Inschriften heraus. Die Sammlung beinhaltet unter anderem die Zeichnung eines mit der Ortsangabe Tubingæ versehenen, also damals in Tübingen aufbewahrten – und möglicherweise auch dort gefundenen – Bruchstücks eines seitdem verloren gegangenen römischen Denksteins mit folgender fragmentarischer Inschrift:
MAX IN
AVG M GER MAX
DAC MAX ARM
MAX TRIB P
COS ET
Enthalten ist der Name des Kaisers Maximinus Thrax (235 bis 238), aber es fehlt der seines Sohnes Maximus. Die Inschrift gehört aufgrund der angeführten Siegesbeinamen in die Jahre 237/8. In der zweiten Linie findet sich vor dem ersten M eine Ligatur von T und E eingefügt, die wohl nicht richtig aufgezeichnet wurde. Der Text der Inschrift wird so ergänzt:
[Imp(erator) Caes(ar)]
[C(aius) Iulius Verus]
Max[im]in[us P(ius) Fel(ix)]
Aug(ustus) [p(ontifex)] m(aximus) Ger(manicus) max(imus)
Dac(icus) max(imus) [S]arm(aticus)
max(imus) trib(unicia) [p(otestate) [III (oder IIII) im]p(erator) [V [oder VI)]
[co(n)s(ul) p(ater) p(atriae) pro]co(n)s(ul)
[C(aius) Iulius Verus]
[Maximus nob(ilissimus) Caes(ar)]
[– – –]
Übersetzt lautet der Text:
„Der Imperator Caesar Gaius Iulius Verus Maximinus Augustus, der Fromme und Glückhafte, Pontifex Maximus, größter Germanensieger, größter Dakersieger, größter Sarmatensieger, Inhaber der Amtsgewalt eines Volkstribuns zum 3. (oder 4.) Mal, zum 5. (oder 6.) Mal zum Imperator akklamiert, Konsul, Vater des Vaterlandes, Proconsul; und Gaius Iulius Verus Maximus, der überaus edle Caesar.“ (Möglich ist aber auch, dass es sich um eine Inschrift für den Kaiser handelte, dessen Namen in diesem Fall im Dativ steht.)

## Editionen
- CIL 13, 6375 = 9083
- CIL 17, 2, 655
- F. Haug, G. Sixt: Die römischen Inschriften und Bildwerke Württembergs. 2. Auflage. Stuttgart 1914, S. 283, Nr. 165.